# ابن فضل الله العمري
أبو العباس شهاب الدين أحمد بن فضل الله بن يحيى بن أحمد العمري، وهُوّ من نسل عمر بن الخطاب، ويُنسب له بـ القرشي العدوي العمري
مؤرخ وأديب دمشقي من أعيان المئة الثامنة.

## مولده وحياته
ولد ابن فضل الله في دمشق سنة 700هـ، وهو ينتمي الى قبيلة العمري الكبيرة، وتلقى بها تعليمه وبرع في الكتابة وفنونها والعلوم، في عهد السلطان الناصر محمد بن قلاوون ذهب إلى القاهرة وتقلد رئاسة ديوان الإنشاء وكان له الفضل في الكثير من الدراسات.
و قد عني العمري بدراسة الجغرافية السياسية، ودرس تواريخ الأمم وعجائبها، ودرس الفلك، وتجول في البلاد من الشام إلى الحجاز والأناضول وغيرها من بلاد الأرض.
و قد تبوأ العمري منزلة عظيمة، ونال حظوة لدى الملكـ الناصر، حتى وافته المنية في دمشق سنة 749هـ، دون أن يبلغ الخمسين.

## مؤلفاته
- مسالك الأبصار في ممالك الأمصار.
- فواضل السمر في فضائل آل عمر.
- دمعة الباكي ويقظة الساهر.
- النبذة الكافية في معرفة الكتابة والقافية.
- نفحة الروض.
- الشتويات.